# Sierra de los Bosques
La serra das Matas o sierra de los Bosques es una sierra localizada en el sertón central cearense en los municipios de Monseñor Tabosa, Catunda, Tamboril, Santa Quitéria y Boa Viagem (Ceará). Su punto culminante, conocido como Pico da Serra Branca, está localizado en Catunda a 1.154 metros de altitud siendo también el punto culminante del estado del Ceará (4° 46′ 17″ S 40° 6′ 59″ O). Así como el segundo mayor pico, el pico da Serra do olho D'Água, localizado también en Monseñor Tabosa, con 1.129 m de altitud también es el segundo más elevado del estado.
Es uno de los macizos residuales dispersos en las Depresiones Sertanejas del interior cearense. Su vegetación en bajas altitudes es la vegetación caducifolia espinosa, o caatinga de árboles y vegetación semicaduca tropical pluvial, o bosque seco en las mayores altitudes. Es considerada una "sierra seca", es decir que presenta características semiáridas en toda a su extensión.
Funciona como divisor de aguas de las cuencas hidrográficas de los afluentes de los ríos Banabuiú, Acaraú y Poti.
- Datos: Q9077170